# Jesse Cook
Jesse Cook jest kanadyjskim gitarzystą, urodzonym w Paryżu, reprezentującym styl new flamenco. W swojej twórczości łączy funky jazz i muzykę latynoską z szeroko pojętą muzyką świata, szczególnie specjalizując się w gatunku rumba flamenco. Nagrał siedem studyjnych płyt dla wytwórni Narada, EMI i E1 Music

## Życiorys
Urodził się 28 listopada 1964 roku w Paryżu, jako syn filmowca Johna Cooka oraz Heather Cook, reżyserki i producentki telewizyjnej. Wczesne lata dzieciństwa spędził w Europie, podróżując wraz z rodzicami pomiędzy Paryżem, Południową Francją i Barceloną. Już wówczas poznał i zafascynował się muzyką Manitasa de Platy, francuskiego gitarzysty flamenco wywodzącego się z kręgu kultury cygańskiej. 
Po separacji rodziców Jesse Cook wraz z siostrą i matką przeprowadził się do Kanady, gdzie rozpoczął profesjonalną naukę gry na gitarze w Eli Kassner Guitar Academy w Toronto. Jego ojciec pozostał we Francji i zamieszkał w Arles, malowniczym mieście w regionie Camargue na wybrzeżu Morza Śródziemnego. Niezwykłym zbiegiem okoliczności jego sąsiadem został Nicolas Reyes, wokalista Gipsy Kings. Podczas częstych wizyt w Arles Cook niejednokrotnie miał okazję spotkać się ze sławnym muzykiem, nawet jammował z nim na dachu domu swojego ojca. Muzyka Arles, rytmy oscylujące wokół rumby flamenco, wywarła duży wpływ na nastoletniego Cooka, który nieustannie do niej powracał, pomimo że studiował klasyczną i jazzową muzyką gitarową. Uczył się między innymi w legendarnym Berklee College of Music w Bostonie.

## Kariera
Kariera muzyczna Cooka rozpoczęła się w 1995 roku, kiedy to ukazał się jego debiutancki album „Tempest”. Muzyk został wówczas zaproszony do występu podczas Catalina Jazz Festival. Jego koncert odbył się na głównej scenie, co dla debiutanta było sporym wyróżnieniem. W krótkim czasie „Tempest” pojawił się na amerykańskiej liście Billboardu i osiągnął czternastą pozycję. Dotychczas Cook nagrał siedem płyt studyjnych i jedną koncertową, z czego cztery albumy uzyskały status złotej płyty („Tempest”, „Gravity”, „Vertigo”, „Nomad”) a jedna platynowej („Free Fall”). Do 2003 roku nagrywał dla amerykańskiej wytwórni Narada, wydającej głównie muzykę świata, później współpracował z EMI (płyta „Frontiers”) oraz E1 Music („The Rumba Foundation”). Jego ostatnia płyta „The Rumba Foundation”, która ukazała się w 2009 roku, jest muzycznym zapisem podróży do Bogoty, gdzie muzyk usiłował zgłębić sens i historię rumby flamenco. Repertuar z tej płyty został wydany również na DVD zatytułowanym „The Rumba Foundation”. Jest to drugie, po „One Night at the Metropolis”, koncertowe DVD Cooka.
Występował przed takimi gwiazdami jak: B.B. King, Ray Charles, Diana Krall. Współpracował z irlandzką grupą folkową The Chieftains oraz z zespołem Afro Celt Sound System, łączącym nowoczesną muzykę taneczną z muzyką celtycką i afrykańską. Razem z sopranistką Charlotte Church wystąpił w popularnym programie telewizyjnym Tonight Show. Jego kompozycje wykorzystane zostały w kilku odcinkach serialu „Seks w wielkim mieście”, w The Chris Isaak Show oraz podczas zawodów olimpijskich. 
Wśród licznych nagród jakie Cook otrzymał w ciągu swojej kilkunastoletniej kariery muzycznej wymienić można nagrodę Juno, przyznawaną przez kanadyjski przemysł fonograficzny. Otrzymał ją w 2001 roku w kategorii Najlepszy Album Instrumentalny za płytę „Free Fall”. W 2009 roku przez magazyn „Acoustic Guitar” został uznany drugim na świecie najlepszym gitarzystą Flamenco, wyprzedził go jedynie Paco de Lucía. Trzykrotnie otrzymał nagrodę Canadian Smooth Jazz w kategorii Gitarzysta Roku.

## Dyskografia
- Tempest (1995)
- Gravity (1996)
- Vertigo (1998)
- Free Fall (2000)
- Nomad (2003)
- Montreal (2004)
- Ultimate Jesse Cook (2005)
- Frontiers (2007)
- The Rumba Foundation (2009)
- The Blue Guitar Session (2012)